# Micky Maus
Micky Maus è una rivista tedesca di fumetti famosa per aver pubblicato al suo interno i fumetti Disney. Viene pubblicata sin dal 1951 da Egmont Ehapa.

## Storia
La rivista in origine veniva pubblicata mensilmente, con supplementi speciali periodici contenenti storie di lunghezza maggiore. Con la crescita del numero di lettori, i supplementi speciali vennero pubblicati con maggior frequenza. Nel 1956, le due edizioni vennero combinate e pubblicate a cadenza quindicinale. Storie più lunghe inizialmente pensate per i numeri speciali cominciarono ad essere pubblicate su più numeri per creare continuità.
Con il numero #26 del 1957, la pubblicazione della rivista passò ad una frequenza settimanale.
Nel 1991 la serie rimaneva una rara eccezione nel trend mondiale di diminuzione delle vendite di fumetti. Raggiunse l'apice della popolarità agli inizi degli anni novanta, con una media di 800 000 copie vendute nel 1992. Nel 1998, le vendite totali dei numeri di Micky Maus superarono il miliardo di copie, rendendola una delle serie di fumetti più vendute di tutti i tempi. Sin dai tardi anni novanta, le vendite sono declinate fino a 75 329 copie vendute per edizione nel 2016. Dopo un lungo periodo come settimanale, la frequenza di pubblicazione di Micky Maus venne prima diminuita a 3 volte al mese nel 2016 per poi tornare nuovamente a una frequenza bimestrale nel 2017.